# Lachlan Tame
Lachlan Tame (ur. 14 listopada 1988) – australijski kajakarz. Brązowy medalista olimpijski z Rio de Janeiro.
Zawody w 2016 były jego pierwszymi igrzyskami olimpijskimi. Po medal sięgnął w rywalizacji kajakowych dwójek na dystansie 1000 metrów, partnerował mu Ken Wallace. Zdobył trzy medale mistrzostw świata: złoto w 2015 w dwójce na dystansie 500 metrów oraz srebro w 2014 i 2015 na dwukrotnie dłuższym dystansie.